# Boryeong
Boryeong (communément appelée Daecheon) est une ville située au centre-ouest de la Corée du Sud, dans la province du Chungcheong du Sud.

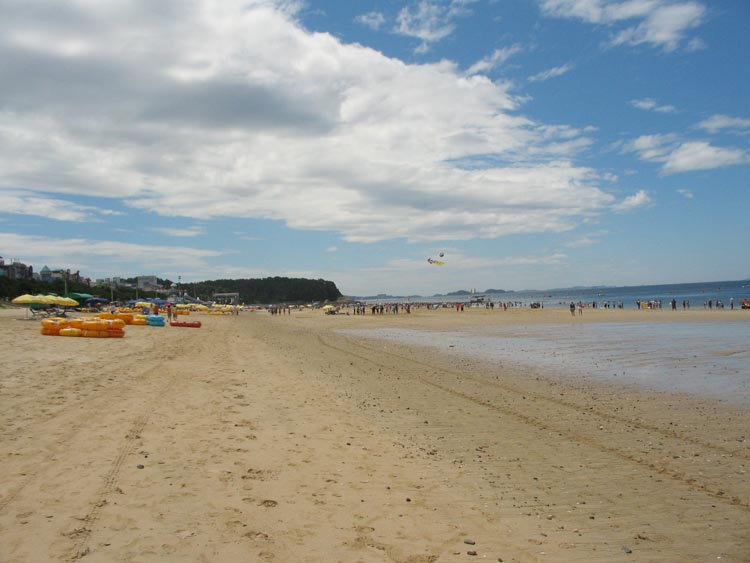
Plage de Daecheon

## Climat
| Mois                                  | jan.       | fév.       | mars      | avril     | mai       | juin      | jui.      | août      | sep.      | oct.      | nov.      | déc.      | année      |
| ------------------------------------- | ---------- | ---------- | --------- | --------- | --------- | --------- | --------- | --------- | --------- | --------- | --------- | --------- | ---------- |
| Température minimale moyenne (°C)     | −5         | −3,7       | 0         | 5,3       | 11,4      | 16,7      | 21,4      | 21,8      | 16,3      | 9,4       | 3,4       | −2,2      | 7,9        |
| Température moyenne (°C)              | −0,8       | 0,8        | 5,1       | 11        | 16,4      | 20,9      | 24,5      | 25,5      | 20,9      | 14,7      | 8,1       | 2         | 12,4       |
| Température maximale moyenne (°C)     | 3,8        | 5,9        | 10,5      | 16,9      | 21,8      | 25,7      | 28,3      | 29,8      | 26,1      | 20,6      | 13,4      | 6,7       | 17,5       |
| Record de froid (°C) date du record   | −17,6 1990 | −16,4 1978 | −9,6 1974 | −5,2 1991 | 2,2 1972  | 6,6 1978  | 13,8 1976 | 12,1 1993 | 4,8 1987  | −1,3 1982 | −8,1 1979 | −16 1973  | −17,6 1990 |
| Record de chaleur (°C) date du record | 17,8 2002  | 20 2016    | 22,6 2013 | 29,1 1998 | 31,6 1991 | 32,6 1994 | 37,8 1994 | 36,4 2018 | 33,6 2010 | 30,8 2016 | 25,6 1979 | 18,5 1991 | 37,8 1994  |
| Ensoleillement (h)                    | 162,6      | 178,8      | 218       | 237       | 249,5     | 221,2     | 187,3     | 221,2     | 218,9     | 225,6     | 168,5     | 155,1     | 2 442,5    |
| Précipitations (mm)                   | 28,1       | 28,5       | 46,9      | 68,9      | 88,2      | 137,5     | 268,7     | 297,1     | 138,4     | 53,4      | 57,2      | 31,2      | 1 244,3    |
| Nombre de jours avec précipitations   | 9,3        | 7,1        | 7,3       | 7,2       | 7,8       | 8,9       | 14        | 12,1      | 8,1       | 6,1       | 9,1       | 10,4      | 107,4      |
| Humidité relative (%)                 | 71         | 70,1       | 68,7      | 67,6      | 72,3      | 76,6      | 82,8      | 80        | 76,4      | 72,4      | 70,7      | 71        | 73,3       |
| Nombre de jours avec neige            | 9,7        | 5,8        | 2         | 0,1       | 0         | 0         | 0         | 0         | 0         | 0         | 2,6       | 8         | 28         |

| Diagramme climatique                                  |             |           |             |              |               |               |               |               |             |             |             |
| J                                                     | F           | M         | A           | M            | J             | J             | A             | S             | O           | N           | D           |
| 3,8−528,1                                             | 5,9−3,728,5 | 10,5046,9 | 16,95,368,9 | 21,811,488,2 | 25,716,7137,5 | 28,321,4268,7 | 29,821,8297,1 | 26,116,3138,4 | 20,69,453,4 | 13,43,457,2 | 6,7−2,231,2 |
| Moyennes : • Temp. maxi et mini °C • Précipitation mm |             |           |             |              |               |               |               |               |             |             |             |

## Tourisme
Boryeong organise chaque été la fête de la boue. Celle-ci a accueilli 2,2 millions de visiteurs en 2007.

## Personnalités liées à la municipalité
- Lee Ji-ham (1517-1578), auteur des Secrets de Tojeong.
- Lee Mun-ku (1941-2003), écrivain.
- Park Jang-soon (1968-), champion olympique et du monde de lutte libre.
- Kim Seong-dong (1947-2022), écrivain sud-coréen.